# NGC 6646
NGC 6646 ist eine Spiralgalaxie vom Hubble-Typ Sa im Sternbild Leier am Nordsternhimmel. Sie ist schätzungsweise 267 Millionen Lichtjahre von der Milchstraße entfernt.
Das Objekt wurde am 26. Juni 1802 von Wilhelm Herschel entdeckt.